# Jasna Bilušić
Jasna Bilušić (Zagreb, 31. svibnja 1967.), hrvatska je glumica, jazz pjevačica i TV voditeljica.
Završila je akademiju dramske umjetnosti Sveučilišta u Zagrebu, seminar imaginarne filmske Akademije u Grožnjanu i scenaristički seminar na University of Ohio, (SAD). Uspješna je i vrlo priznata jazz pjevačica i članica sastava 'Cool Date'. Od 1990. godine stalni je član ansambla Gradskog kazališta Komedija. U njemu je nastupila na brojnim domaćim i svjetskim mjuziklima i dramskim predstavama. U deset godina svoje glazbene karijere, objavila je tri jazz i reggae albuma, a također je gostovala na brojnim izdanjima hrvatskih glazbenika. Jasna Bilušić već niz godina surađuje s 'Big Bandom' HRT-a i kao vokalna solistica i kao autorica tekstova te voditelj na njihovim koncertima.
Dobitnica je nagrade hrvatskoga glumišta za 2002. godinu u kategoriji najbolje ženske uloge za tumačenje Edith Piaf u glazbenoj predstavi "Piaf", koju je režirao Lawrence Kürua u zagrebačkom kazalištu Komedija.

## Životopis
Jasna Bilušić rođena je 31. svibnja 1967. godine u Zagrebu. Diplomirana je glumica i dramaturg. Završila je Akademiju dramske umjetnosti Sveučilišta u Zagrebu, seminar imaginarne filmske akademije u Grožnjanu i scenaristički seminar na 'University of Ohio', (SAD). Također je završila i nižu glazbenu školu, a hospitirala se i u srednjoj školi. Glazbom se profesionalno počela baviti od 1988. godine i istaknuta je jazz pjevačica. Od 1990. godine stalni je član ansambla Gradskog kazališta 'Komedija', u kojemu je nastupila na brojnim svjetskim i domaćim kazališnim predstavama, a neke od njih su; Cosi fan tutte, Max&Engel private, Guslač na krovu, Muka i uskrsnuće spasitelja našega, Komedija zabuna, Kralj je gol, Crna kraljica, Jalta Jalta, Isus sin čovječji, Veliki manevri u tijesnim ulicama, Majka Hrabrost i njezina djeca, Piaf, Cicago, Svoga tela gospodar, Mali dućan strave, Skidajte se do kraja, Cigle svete Elizabete i mnogi drugi slobodni kazališni projekti. Svoju prvu premijeru u 'Komediji' imala je 15. siječnja 1989. godine u predstavi Cosi fan tutte. Također je glumila u nekoliko hrvatskih filmova i stranih koprodukcija. Nastupa na brojnim radio dramama, a aktivna je i na TV-u, gdje glumi u nekoliko hrvatskih serija, vodi zabavne i glazbene programe (U dobrom društvu HTV, Cro-session HTV), a svojim glasom doprinosi na brojnim sinkronizacijama animiranih filmova.

### Karijera
Jasna Bilušić svestrana je hrvatska umjetnica, pa je stoga nastupila u velikom broju scensko-glazbenih predstava. Četiri godine neprekidno nastupala je u poznatom zagrebačkom B.P. clubu Boška Petrovića, a vrlo je aktivna na hrvatskoj glazbenoj sceni gdje obuhvaća brojne stilove glazbe (blues, funky, rock and roll, reggae, bossa nova i drugi). Tijekom svoje glazbene karijere snimila je po tri jazz i reggae albuma, a također je kao gost nastupila na brojnim izdanjima hrvatskih glazbenika. Sa svojim sastavom Cool Date, 1998. godine nastupala je svakog petka u zagrebačkom klupskom prostoru Art Net Club.
Jednu od svojih većih kazališnih uloga odigrala je u predstavi "Piaf" od britanske dramatičarke Pam Gems u režiji Lawrencea Kürua, gdje je oživotvorila lik slavne francuske šansonjerke Edith Piaf. Premijernu izvedbu imala je 2002. godine u kazalištu 'Komedija'. Autor aranžmana i dirigent orkestra bio je Dinko Appelt, a značajnije uloge ostvarili su još i Ljubo Zečević (menadžer) i Mia Elegović - Balić (Toine).
Igrajući ulogu Edith Piaf, Jasna Bilušić nije pokazala samo svoje glumačke sposobnost već je dobila šansu da na sceni pokaže i svoje ostale talente. Za ulogu 'Piaf', do tada je dobila najveće kritike i pohvale, međutim ona kaže kako to nije vrhunac njezine karijere.
Jasna Bilušić svoju prvu TV ulogu ostvarila je u romantičnoj komediji Brod iz 1992., a koja je objavljena 17. prosinca 2002. godine. Radnja filma se odvija na brodu koji spaja dva zabačena jadranska otoka. Redatelj filma je Radovan Marčić, producent je Tihomir Štivičić, dok su uz Jasnu glavne uloge ostvarili i Božidar Boban, Ivana Boban i Ivica Vidović. U komediji Novogodišnja pljačka Dražena Žarkovića, koja je objavljena 29. prosinca 1997. godine, Jasna glumi lik 'Ire Novak'. U kratkom igranom filmu Ivana Šarića Sedam neodgovorenih poziva, glumi lik 'Vilme Gjerek'. Film je napravljen prema priči Vilma Gjerek mučena strastima, Olje Savičević Ivančević i Ivana Šarića, a objavljen je 2007. godine.
2003. godine u filmu Petra Krelje Ispod crte, glumi ulogu 'majke Dragice'. Film je snimljen prema scenariju Petra Krelja i Drage Kekanovića, dok je produkciju radio Veljko Krulčić. Osim Jasne Bilušić značajnije uloge ostvarili su i Rakan Rushaidat, Leona Paraminski, Filip Šovagović, Anja Šovagović-Despot, Relja Bašić, Nada Subotić, Ivo Gregurević, Goran Grgić i drugi.
2006. godine glumi Mariju u krimi-seriji 'Balkan Inc.', koja se snimala za Novu TV. Serija je snimljena prema romanima  "Bijela jutra" i "Marševski korak", Roberta Naprte, a s emitiranjem je počela 20. ožujka 2006. godine. U dramskoj seriji Dobre namjere, koja se počela prikazivati na HRT-u 6. studenog 2007. godine, glumila je bračnu savjetnicu. Autori serije su Milo Grisogono i Ljubo Lasić, a glavne uloge su ostvarili Enes Vejzović, Jelena Perčin i Goran Grgić.
Doprinosila je svojim glasom u brojnim sinkronizacijama animiranih filmova, pa je tako u filmu Riblje redarstvo (Fish police) dala glas liku 'Anđela'. U Shreku 2, koji je premijerno prikazan 26. kolovoza 2004. u našim kinima, svoj glas je posudila 'Vilinskoj kumi' ili Fairy Godmother.Američki film Kung fu panda također je sinkroniziran na hrvatski, a svoj glas Jasna je posudila liku 'Tigrica'.

### Big Band HRT-a
Big Band HRT-a osnovan je 1946./'47. godinu, pod imenom 'Plesni orkestar RTZ-a i neprestano radi već više od 60 godina. Tijekom svog dugogodišnjeg djelovanja, orkestar je imao brojne nastupe, a neki od njih su jazz festivali u Ljubljani, na Bledu, u Radencima, na zagrebačkim "Proljetnim danima jazza" te na mnogi festivalima zabavne glazbe.
Big Band HRT-a surađuje s velikim brojem renomiranim hrvatskim glazbenicima poput Ive Robića, Ivice Šerfezia, Stjepana Jimmyja Stanića, Gabi Novak, Radojke Šverko, Tereze Kesovije, Drage Diklića, Jasne Bilušić, Massimo Savića, Nine Badrić, Vanne, Tonia Cetinskog, Natali Dizdar, skupine Divas, skupine Cubismo i mnogim drugim. Jasna Bilušić osim što je stalna pratilja orkestra, također je vrlo često u ulozi njegovog voditelja.

## Filmografija

### Filmske uloge
- "Fatal Sky" kao Photo Shop asistentica (1990.)
- "Night Watch" kao novinarka G.N.N. (1995.)
- "Prepoznavanje" kao Engleskinja (1996.)
- "Novogodišnja pljačka" kao Ira Novak (1997.)
- "Brod" kao Sušćanka/Amerikanka (2002.)
- "Ispod crte" kao Dragica Požgaj (2003.)
- "Regoč" kao pripovjedač (2006.)
- "Sedam neodgovorenih poziva" kao Vilma Gjerek (2007.)
- "Danas smo pojeli zadnju kravu" kao Majka (2011.)
- "Brija" kao žena u kiosku (2012.)
- "Projekcije" kao Barbara (2013.)
- "Ti mene nosiš" kao doktorica (2015.)
- "Zbog tebe" kao Leina sestra (2016.)
- "Sve najbolje" kao Lucija (2016.)

### Televizijske uloge
- "Dirigenti i mužikaši" (1990.)
- "Balkan Inc." kao Marija (2006.)
- "Dobre namjere" kao bračna savjetnica (2008.)
- "Mamutica" kao Jasna (2008.)
- "Zakon!" kao psihijatrica (2009.)
- "Tajne" kao Višnja Petrić (2013. – 2014.)
- "Da sam ja netko" kao doktorica (2015.)
- "Nemoj nikome reći" kao Lana Vuković (2015. – 2017.)
- "Prava žena" kao Lidija Antić (2016. – 2017.)
- "Čista ljubav" kao Ivana Gulić (2017. – 2018.)
- "Kumovi" kao statičarka Emilija Pekčec (2024.)
- "U dobru i zlu" kao Melita Mrkonjić (2024.)

### Sinkronizacija
- "Princeza Ema" kao Frau Zwickelmeier i reporterka (2019.)
- "Spider-Man: Novi svijet" kao voditeljica vijesti, učiteljica, policijska dispečerica i glas računala u sudaraču (2018.)
- "Hotel Transilvanija 3: Praznici počinju!" kao Luce Pikalo i telefonski glas (2018.)
- "Barbie" kao Laverna, Rovina
- "Animanijaci" kao Dot
- "Palčica" kao Palčica
- "Zemlja daleke prošlosti" kao Malašapova majka
- "Barbie u Krcko oraščiću" kao Teta Elizabeta i Sova (2001.)
- "U vrtu pod zvijezdama" - Uvodna pjesma
- "Jura iz džungle 2" kao Rita i šišmiš (1996.)
- "Asterix i 12 zadataka" kao Kleopatra, glavna čarobnica iz Otoka zadovoljstva, birokratkinja #5, birokratkinja i Afrodita (1997.)
- "Batman i Superman Film" kao dr. Harleen Quinzel/Harley Quinn i Angela Chen (1997.)
- "Stuart Mali 1" kao gđa. Keeper i teta Marija (1999.)
- "Čarobni mač" kao Lady Juliana (1999.)
- "Sedmi brat" kao gđa. Zec, gđa. Ptica, alf i vrana (2000.)
- "Teletubbiesi" kao Glasovna truba #3 i Smiješna Dama (iz epizode Hickory Dickory Dock i Ustajanje ujutro) (2001-2003.)
- "Rudolph: Jelen crvenog nosića" kao Rudolpha majka Mitzi (2002.)
- "Shrek 2, 3" kao Vilinska Kuma (2004., 2007.)
- "Izbavitelji" (2004.)
- "Stuart Mali 3: Zov divljine" kao Gđa. Mali (2005.)
- "Hrabri Pero" kao konobarica, kvičava golubica, drska golubica i golublja cura (2005.)
- "Preko ograde" kao Mima (2006.)
- "Dama i skitnica" kao Si i Am (2006.)
- "Tko je smjestio Crvenkapici 1?" kao Marica, reporterka 1, reporterka 3, gusjednica 1, dječak i žena (2006.)
- "Jura bježi od kuće" kao Rita i njezina majka (2007.)
- "Kung Fu Panda 1, 2, 3" kao Tigrica (2008., 2011., 2016.)
- "WALL-E" kao Brodsko računalo (2008.)
- "Priča o mišu zvanom Despero" kao pripovjedač (2008.)
- "Čudovišta protiv vanzemaljaca" kao Wendy Murphy (2009.)
- "Fantazija 2000" kao Bette Midler (2010.)
- "101 dalmatinac" (serija) kao Cruela De Vil (2010.)
- "Rio 1, 2" kao Eva (2011., 2014.)
- "Čudovišna priča u Parizu" kao Teta Carlotta (2011.)
- "Medvjedić Winnie" kao Kanga (2011.)
- "Arthur Božić" kao Sjeverni pol računalo (2011.)
- "Madagaskar 3: Najtraženiji u Europi" kao Chantel Dubois (2012.)
- "Snježna kraljica" kao Snježna kraljica (2012.)
- "Snježno kraljevstvo 1" kao Bulda (2013.)
- "Bijeg s planeta zemlje" kao Lena Thackleman (2014.)
- "Malci" kao Kraljica Elizabeta II. (2015.)
- "Hugo i lovci na duhove" kao Hetty Cuminseed (2016.)
- "Potraga za Dorom" kao Nadalina (2016.)
- "Sonic: Super jež" (2020.)
- "Sonic: Super jež 2" kao Sova, glas Robotnikovog računala i agentica (2022.)
- "Mačak u čizmama: Posljednja želja" kao mama Luna (2022.)
- "P'astanian i tri njušketira" kao Milady de Winter, gđa. P'astanian i aristokratica (2023.)

## Nagrade
Jasna Bilušić tijekom svoje glumačke i glazbene karijere, dobitnica je brojnih nagrada a neke od njih su:
- 2002. Nagrada hrvatskog glumišta - najbolja ženska uloga (Piaf)[4]
- 2002. "Zlatni smijeh" - najbolja ženska uloga (Vjera).[16]

## Vanjske poveznice
- Kazalište Komedija  Arhivirana inačica izvorne stranice od 19. prosinca 2008. (Wayback Machine) - Životopis Jasne Bilušić
- Matica hrvatska  Arhivirana inačica izvorne stranice od 13. svibnja 2008. (Wayback Machine) - Jasna Bilušić u ulozi Edith Piaf